# Clavopelma tamaulipeca
Clavopelma tamaulipeca là một loài nhện trong họ Theraphosidae.
Loài này thuộc chi Clavopelma. Clavopelma tamaulipeca được Ralph Vary Chamberlin miêu tả năm 1937.